# Endoscopie

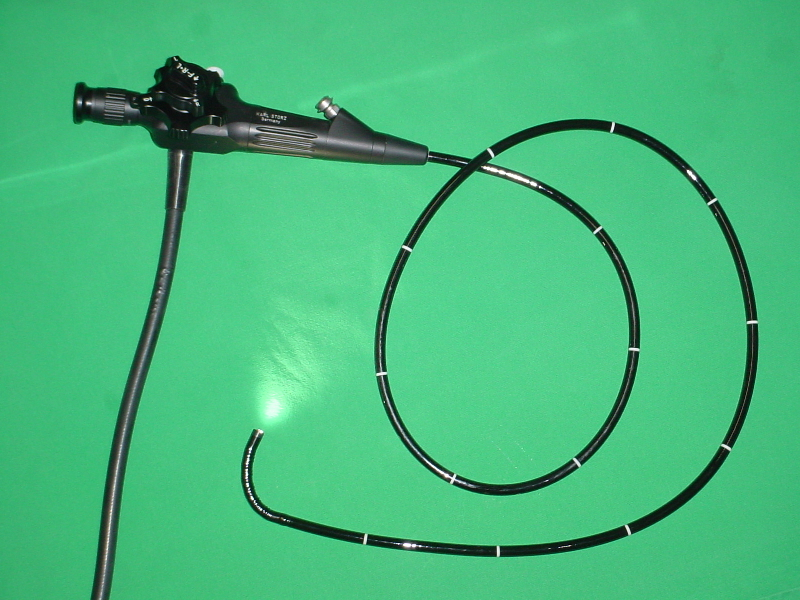
Un endoscope souple.

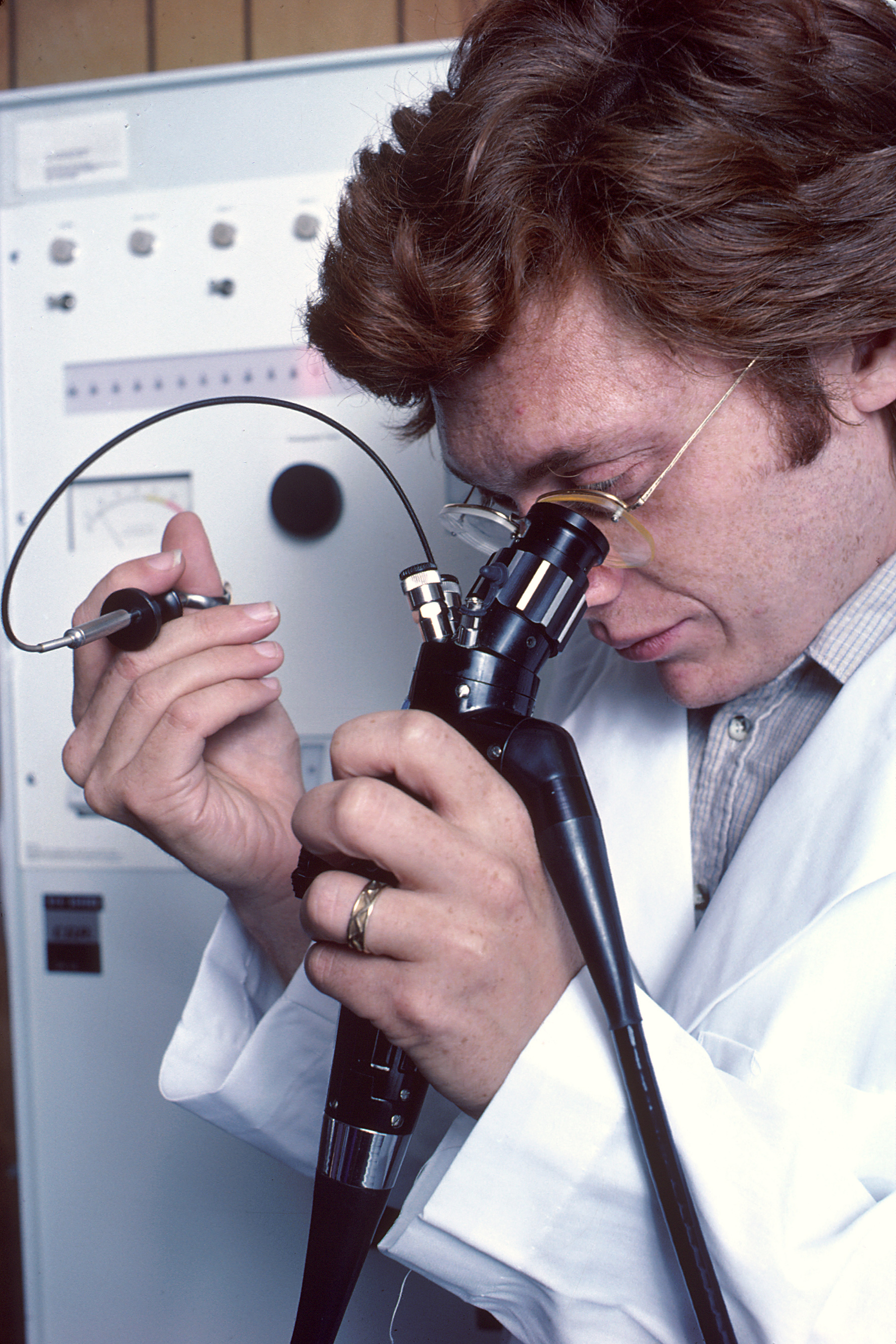
Un médecin utilisant un endoscope.

L'endoscopie ou fibroscopie est une méthode d'exploration visuelle médicale ou industrielle de l'intérieur (endon en grec) d'une cavité inaccessible à l'œil. L'instrument utilisé, appelé endoscope ou fibroscope, est composé d'un tube optique muni d'un système d'éclairage. Lorsqu'il est couplé à une caméra vidéo, il peut retransmettre l'image sur un écran.
L'endoscopie consiste en des examens spécifiques par organe. Elle peut être utilisée soit pour un diagnostic, soit pour une intervention (endoscopie chirurgicale). Ainsi, la bronchoscopie est l'exploration des bronches, la coloscopie celle du côlon, la cystoscopie celle de la vessie, la gastroscopie celle de l'œsophage ou de l'estomac, la cœlioscopie celle de l'abdomen, etc. Elles se font par les voies naturelles lorsque cela est possible, autrement par incision.
L'endoscopie industrielle, quant à elle, regroupe trois technologies : la borosocopie, la flexoscopie et la vidéoscopie, et est couramment utilisée pour le contrôle interne des turbines à gaz ou de machines tournantes. Également dénommée « contrôle visuel indirect », elle constitue une méthode de contrôle non destructif à part entière.

## Histoire
L'endoscopie (le terme est introduit dans la langue française dès 1866 après l'invention par Antonin Jean Desormeaux du premier endoscope en 1852) a vu son système technique (l'endoscope) s'améliorer dans les années 1930, avec la mise au point d'un tube semi-flexible destiné à étudier l'intérieur de l'estomac (gastroscope). Vers la fin des années 1950, l'introduction de faisceaux de fibres de verre conduisant la lumière (fibres optiques) a permis de fabriquer des endoscopes entièrement flexibles appelés fibroscopes, élargissant considérablement les possibilités d'emploi de cette technique. Dans les années 1960, des arthroscopies (exploration des articulations) sont réalisés avec des instruments de l'allemand Karl Storz ; la cœlioscopie (exploration de l'abdomen) se développe également en gynécologie.
L'apparition de caméras miniaturisées et les progrès de la vidéo dans les années 1980 ont enfin ouvert la voie à la chirurgie endoscopique en permettant de visualiser les manipulations sur un écran.
Les applications dans le milieu industriel se sont fortement développées à la fin des années 1970 pour le contrôle interne des moteurs d'avions (turboréacteur, turbofan, turbopropulseur). Toute l'industrie est de nos jours utilisatrice de cet outil de contrôle sans démontage ou sans destruction de pièce mécanique.

## Endoscopie

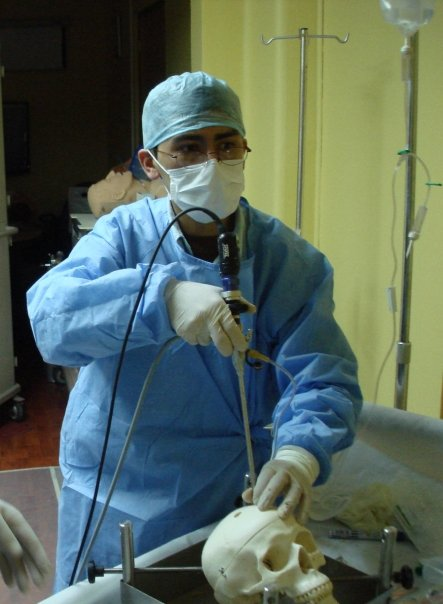
Endoscopie

L'endoscope est un tube muni d'un système d'éclairage. Il en existe deux types. L'endoscope rigide est formé d'un tube métallique de 5 à 8 millimètres de diamètre et de 15 à 30 centimètres de longueur. Il est surtout utilisé pour l'exploration des articulations (arthroscopie), de la vessie (cystoscopie), de la cavité abdominale (laparoscopie ou cœlioscopie). L'endoscope souple ou fibroscope, est quant à lui constitué de fibres optiques conduisant la lumière. Il est plus long que l'endoscope rigide et permet d'explorer des organes tels que les bronches, l'œsophage, l'estomac, le duodénum ou le côlon. Les endoscopes peuvent être équipés de petites caméras qui retransmettent l'image sur un écran. Des accessoires sont parfois adjoints à l'endoscope pour réaliser des actes chirurgicaux ou des prélèvements : pinces pour saisir et retirer le corps étranger ou des échantillons de tissus, ciseaux pour couper les tissus, brosses pour prélever des cellules, lacet pour attraper des polypes…

## Utilisations
L'endoscopie peut être utilisée soit pour établir un diagnostic (endoscopie diagnostique), soit pour traiter une maladie ou un traumatisme (endoscopie opératoire). Les endoscopies se font, lorsque cela est possible par les voies naturelles (par la bouche pour l'estomac et les bronches, par les narines pour les fosses nasales et les sinus ; par l'anus pour l'examen du côlon) ; sinon, une incision permet de pénétrer dans certaines cavités de l'organisme. Selon les techniques utilisées, les gestes sont effectués sous anesthésie locale ou générale. L'examen est habituellement court et indolore. À chaque utilisation, et pour chaque patient, l'endoscope est désinfecté et l'ensemble des accessoires utilisés sont stérilisés ou jetés (matériel à usage unique).

### Risques éventuels
La complication la plus banale est une sensation de ballonnement ou de légères douleurs dans les heures qui suivent.
Les complications graves de la fibroscopie sont exceptionnelles. Les plus sévères sont notamment la perforation par le fibroscope de l'organe examiné. Ils sont également ceux de l'anesthésie générale si cette dernière est réalisée. La perforation peut rendre une opération nécessaire ainsi que des transfusions de sang ou de dérivés. Ces complications peuvent être immédiates, mais également survenir quelques jours après l'examen.

## Domaines d'application

### Oto-rhino-laryngologie
Effectuée sous anesthésie générale ou locale, la laryngoscopie directe permet de visualiser le larynx et les cordes vocales. La rhinofibroscopie permet l'examen des fosses nasales, du larynx et du pharynx. Enfin, la sinuscopie a pour but d'observer les sinus maxillaires et d'apprécier l'état de la muqueuse nasale. Une anesthésie locale précède l'examen.

### Pneumologie
La bronchoscopie vise l'exploration de la trachée, des bronches et de la muqueuse qui les tapisse. Cet examen est réalisé par un pneumologue sous anesthésie locale (spray anesthésiant diffusé dans le fond de la gorge). Le fibroscope est introduit par la bouche ou une narine. Le médecin procède à l'exploration visuelle et peut faire un prélèvement ou traiter une lésion si nécessaire. L'examen dure généralement de 10 à 15 minutes.

### Gastro-entérologie
La coloscopie permet la visualisation du colon alors que la gastroscopie permet la visualisation de l'estomac.
En France, les endoscopies sont faites par des médecins gastro-entérologues. En Grande-Bretagne, elles peuvent être pratiquées par des infirmiers spécialisés où ils sont près de 350 (en 2009) à pratiquer ces actes.
Au Canada ainsi qu'aux États-Unis, les procédures endoscopiques gastro-intestinales sont majoritairement pratiquées par des médecins gastro-entérologues, des chirurgiens colorectal ainsi que par des chirurgiens.

#### Endoscopie digestive haute
L'endoscopie œso-gastro-duodénale est réalisée à jeun sous anesthésie générale et dure entre 5 et 10 minutes, mais de plus en plus rarement sous anesthésie locale (du fait de l’intolérance des patients). Elle nécessite un fibroscope souple muni à son extrémité d'un CCD couleur et d'une lumière froide. Il s'agit d'un examen désagréable mais indolore. Il permet d'explorer les parois œsophagiennes, gastriques et duodénales, ainsi que de réaliser des prélèvements (biopsies de la muqueuse ou d'une lésion et également de liquide gastrique…) et éventuellement de pratiquer des gestes thérapeutiques (hémostase, ablation de petites tumeurs, etc.). Ses indications principales sont le diagnostic et le suivi des ulcères gastro-duodénaux et des cancers, des lésions œsophagiennes primitives (cancers) ou secondaires au reflux gastro-œsophagien, ou encore le bilan d'une dysphagie ou d'une hémorragie digestive.

#### Endoscopie digestive basse
- L'anuscopie se fait à l'aide d'un anuscope et permet de visualiser les hémorroïdes internes de même que la muqueuse anale et la ligne des cryptes. Elle est généralement complétée par une rectoscopie et précédée d'un examen de la marge anale.
- La rectoscopie est réalisée sans anesthésie à l'aide d'un tube rigide, avec ou sans lavement préparateur. Elle permet l'exploration de la muqueuse rectale sur environ 25 cm.
- La rectosigmoïdoscopie ou coloscopie courte est réalisée avec un tube souple. Elle permet l'exploration du rectum et de la partie terminale du côlon (sigmoïde). Elle est beaucoup moins inconfortable que la coloscopie et peut être faite sans anesthésie.
- La coloscopie permet d’étudier le côlon jusqu'à la jonction iléocolique (jonction avec l'intestin grêle). La longueur de tube digestif exploré est de l'ordre d'1,50 m. Le coloscope est inséré par l'anus puis glissé peu à peu dans l'intestin. Elle est réalisée après régime sans résidu et après lavement colique total. Elle est réalisée sous anesthésie générale, plus rarement sous simple sédation par anxiolytique. La coloscopie est indiquée en complément de l'examen clinique dans le bilan d'un saignement digestif bas (rectorragie, melæna), pour le dépistage sur facteurs de risque des tumeurs coliques bénignes (polypes, adénomes) et malignes (cancer du côlon) ou encore d'affections inflammatoires de l'intestin (maladie de Crohn, rectocolite hémorragique). Elle permet enfin la réalisation de gestes à visée diagnostique (biopsies) ou thérapeutique (ablation de polypes…). La coloscopie comporte des risques (lésion de la paroi colique, mauvaise tolérance de l'anesthésie générale, etc.).

### Cœlioscopie
La cœlioscopie ou laparoscopie est réalisée sous anesthésie générale. Elle consiste à insuffler un gaz inerte (dioxyde de carbone) dans la cavité abdominale, puis à y introduire une caméra. Elle permet l'exploration de l'ensemble de la cavité abdominale, du péritoine ainsi que de la surface des viscères (foie, vésicule biliaire, parois intestinales, organes génitaux internes chez la femme…), et si besoin de réaliser un geste à visée diagnostique ou thérapeutique. La tolérance post-opératoire est très satisfaisante.

### Gynécologie/obstétrique
- La cœlioscopie permet l'observation des organes génitaux internes de la femme. Elle implique une anesthésie générale.
- L'hystéroscopie permet d'observer le canal du col de l'utérus, la cavité de l'utérus et la muqueuse qui le tapisse (l'endomètre). Elle est réalisée sous anesthésie locale ou générale si une intervention est prévue.
- La fœtoscopie (examen direct du fœtus), rare, se fait à l'hôpital sous anesthésie générale.

### Urologie
- La cystoscopie est l'examen des parois de la vessie. Elle se pratique sans anesthésie chez la femme et sous anesthésie locale chez l'homme. Lorsqu'elle est effectuée dans un but thérapeutique, elle implique, pour les deux sexes, une anesthésie locorégionale par péridurale ou rachianesthésie, ou une anesthésie générale.
- L'urétéroscopie est l'examen endoscopique d'un uretère, ou des deux uretères. Elle se pratique en général sous anesthésie générale ou sous anesthésie locorégionale.
- La néphroscopie est l'examen endoscopique du bassinet. Elle se pratique en général sous anesthésie générale ou sous anesthésie locorégionale.

### Orthopédie
L'arthroscopie est l'observation directe de l'intérieur d'une grosse articulation. Elle est faite sous anesthésie locale ou générale.

### Industrie
- La boroscopie sonde optique rigide pour observation par exemple de cylindres de moteurs diesel.
- La flexoscopie sonde optique souple pour observation d'un circuit hydraulique.
- La vidéoscopie sonde avec capteur vidéo de type CCD intégré ou avec illuminateur laser intégré pour mesures de défauts.